# برنهارد مورتس
برنهارد مورتس (بالألمانية: Bernhard Moritz) (1276-1358هـ/1859-1939م) كان مستشرقاً ألمانيّاً.
درس اللاهوت البروتستانتي والإستشراق في جامعة هومبولت في برلين.
قام برحلات بين العراق والمغرب بحثاً عن المخطوطات والآثار الجغرافية.